# 月之暗面 (公司)
月之暗面（Moonshot AI）是一家總部位于中华人民共和国北京的人工智能公司。

## 歷史
月之暗面由清华大学交叉信息研究院的杨植麟、周昕宇和吴育昕等人于2023年3月创立。该公司在平克·弗洛伊德的專輯《月之暗面》发行50周年之际成立，《月之暗面》是杨植麟最喜欢的音樂专辑，所以該公司就以該專輯的名字命名。
2024年2月，在阿里巴巴集团的领投下，月之暗面获得10亿美元資金。
2024年8月，月之暗面獲得了3億美元資金，其中的投資方就包括腾讯和高榕资本。
此外红杉中国、美团、小红书和真格基金均是月之暗面的投資方。

## 产品

### Kimi
2023年10月，月之暗面推出了其首款AI聊天機器人Kimi，其名称來自杨植麟的英文名。